# Metalectra tactus
Metalectra tactus är en fjärilsart som beskrevs av Augustus Radcliffe Grote 1874. Metalectra tactus ingår i släktet Metalectra och familjen nattflyn. Inga underarter finns listade i Catalogue of Life.